# Grace Moore

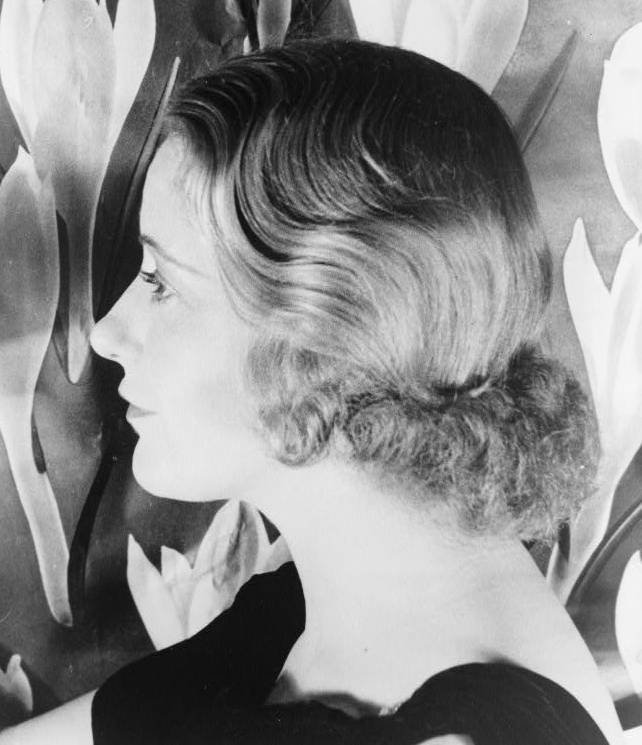
Grace Moore (foto: Carl Van Vechten)

Mary Willie Grace Moore (Slabtown (Tennessee), 5 december 1898 - Kastrup, 26 januari 1947) was een Amerikaans operazangeres en actrice.

## Zangeres en actrice
Moore debuteerde in 1920 in Broadway theatre in de musical Hitchy-Koo van Jerome Kern. Daarna trad ze op in vier musicals van Irving Berlin. Via een korte flirt met de operette kwam ze, na een opleiding in Frankrijk, terecht bij de Metropolitan Opera in New York. Hier debuteerde ze in 1928 in Giacomo Puccini's La bohème. Nog hetzelfde jaar trad ze op in de Opéra-Comique in Parijs. Hierna volgden optredens in heel Europa, onder meer in Covent Garden. Tijdens de Tweede Wereldoorlog trad ze meermaals op voor de Amerikaanse troepen. Grace Moore speelde daarnaast rollen in verschillende in Hollywood verfilmde musicals.

## Dood
Moore overleed bij een vliegtuigongeluk (Vliegtuigongeluk bij Kopenhagen), nabij het Deense vliegveld Kastrup. Het fatale ongeluk gebeurde met een KLM-toestel dat onderweg was van Amsterdam naar Stockholm. Alle 22 inzittenden van het toestel, onder wie ook de Zweedse erfprins Gustaaf Adolf, kwamen om.
- Bibsys: 2106570
- Bibliothèque nationale de France: cb138976721 (data)
- Catàleg d'autoritats de noms i títols de Catalunya: 981058511211506706
- CiNii: DA12892942
- Gemeinsame Normdatei: 119501635
- International Standard Name Identifier: 0000 0001 1810 3620
- Library of Congress Control Number: n81146908
- MusicBrainz: 9c9344f6-0621-499e-a9d8-b1be442c74dc
- National Archives and Records Administration: 12330782
- Nationale bibliotheek van Australië: 60045711
- Nationale Bibliotheek van Israël: 987007461787705171
- Nationale Bibliotheek van Polen: a0000002754672
- Nederlandse Thesaurus van Auteursnamen: 068223897
- Réseau des bibliothèques de Suisse occidentale: 02-A026799005
- Istituto Centrale per il Catalogo Unico: VEAV555254
- SNAC: w6x07036
- Système universitaire de documentation: 125898819
- Virtual International Authority File: 120739900
- WorldCat: E39PBJg8DKRJQjCFFPTKJTGGpP